# 印第安斯普林斯 (內華達州)
印第安斯普林斯（英語：Indian Springs）是位於美國內華達州克拉克縣的普查規定居民點。

## 歷史
印第安斯普林斯的郵局於1917年成立，1919年關閉後又於1953年重啟，營運至今。

## 人口
根據2020年美國人口普查的數據，印第安斯普林斯的面積為46.72平方千米，皆為陸地。當地共有人口912人，而人口密度為每平方千米19.52人。